# Казальграссо
Казальграссо, Казальґрассо (італ. Casalgrasso, п'єм. Casalgrass) — муніципалітет в Італії, у регіоні П'ємонт,  провінція Кунео.
Казальграссо розташоване на відстані близько 510 км на північний захід від Рима, 29 км на південь від Турина, 50 км на північ від Кунео.
Населення — 1465 осіб (2014).
Щорічний фестиваль відбувається 24 червня. Покровитель — святий Іван Хреститель.

## Демографія
Населення за роками:

Станом на 1 січня 2023 року в муніципалітеті офіційно проживало 155 іноземців з 12 країн, серед них 68 громадян країн Євросоюзу.

## Сусідні муніципалітети
- Фауле
- Ломбріаско
- Панкальєрі
- Полонгера
- Ракконіджі